# Бејсуг
Бејсуг (рус. Бейсуг) руска је степска река која протиче јужним делом земље, преко територија њене Краснодарске покрајине. Улива се у Бејсушки лиман Азовског мора.
Дужиина водотока је 243 km, а површина сливног подручја 5.190 km². Њене обале су доста ниске, јако замочварене и обрасле густом мочварном вегетацијом. Недалеко од ушћа њено корито је преграђено и претворено у вештачко Бејсушко језеро. Занимљиво је да се током јаких ветрова који дувају са мора на копно морска вода враћа у реку и до неколико километара узводно од њеног ушћа.